# トレイシー・テレル
トレイシー・D・テレル（Tracy Dale Terrell, 1943年6月23日 - 1991年12月2日）は、応用言語学者・スペイン語学者。スティーヴン・クラッシェンとの共著書『ナチュラル・アプローチ（The Natural Approach）』の著者として知られる。ナチュラル・アプローチとは、理解基盤型（comprehension-based）言語学習方法論の一つで、外国語への接触（exposure）の促進と情意フィルター（affective or emotional barriers）の緩和を強調する立場である。
カリフォルニア大学サンディエゴ校の教授を務めた。

## 略歴
テキサス大学オースティン校で言語学の博士号を取得。学問的キャリアは22年と比較的短かったが、その間にアメリカ合衆国で最も重要なスペイン語学者・理論言語学者の一人になった。1970年から1985年までカリフォルニア大学アーバイン校で教鞭をとり、1985年にカリフォルニア大学サンディエゴ校の言語学科に移籍した。その後1989年に定年退職し、1991年にはエイズにより世を去った。
テレルはスティーヴン・クラッシェンと共に第二言語習得論における「ナチュラル・アプローチ」を提唱したことで知られている。このアプローチは、第二言語教育において現在でも広く参照される方法である。さらに、スペイン語学での仕事も高く評価されている。
スペイン語、フランス語、ドイツ語、イタリア語、ポルトガル語、オランダ語に堪能で、特にオランダ語を好んだ。

## 著作

### 書籍
- The natural approach: Language acquisition in the classroom, Hayward, CA : Alemany Press, 1983.
スティーブン・D・クラッシェン共著、藤森和子訳『ナチュラル・アプローチのすすめ』大修館書店、1986年
- Dos Mundos, Spanish language textbook, McGraw-Hill
- Deux Mondes, French language textbook, McGraw-Hill
- Kontakte, German language textbook, McGraw-Hill
- Bravo, Spanish language textbook, Glencoe (McGraw-Hill)

### 学術論文
- Terrell, T. D. (1980). A Natural Approach to the Teaching of Verb Forms and Function in Spanish. Foreign Language Annals, 13(2), 129-136.
- Krashen, S. D., Terrell, T. D., Ehrman, M. E., & Herzog, M. (1984). A Theoretical Basis for Teaching the Receptive Skills. Foreign Language Annals, 17(4), 261-275.
- Terrell, T. D. (1977). A Natural Approach to Second Language Acquisition and Learning. The Modern Language Journal, 61(7), 325-337.